# The Remixes (album Shakiry)
The Remixes – pierwszy album kompilacyjny wydany przez Shakirę. Album zawiera rozszerzone wersje i remiksy z jej wcześniejszych singli. Album zawiera również dodatkowe wersje w języku portugalskim. Album jest jednym z najlepiej sprzedających się remiksów na całym świecie i jest obecnie najlepiej sprzedającym Latin Remix Album na całym świecie.

## Lista utworów
1. Shakira DJ Memêgamix – 6:21
2. Estoy Aquí  (Extended Remix) – 9:31
3. Estou Aqui (Portuguese Version) – 3:52
4. ¿Dónde Estás Corazón? (Dance Remix) – 8:46
5. Un Poco de Amor (12" Extended Dancehall Remix) – 5:47
6. Um Pouco de Amor (Portuguese Version) – 3:54
7. Pies Descalzos, Sueños Blancos (Memê's Super Club Mix) – 8:42
8. Pés Descalços (Portuguese Version) – 3:24
9. Estoy Aquí (Timbalero Dub) – 6:06
10. ¿Dónde Estás Corazón? (Dub-A-Pella Mix) – 6:40
11. Un Poco De Amor (Memê's Jazz Experience Mix) – 4:41
12. Pies Descalzos, Sueños Blancos (The Timbalero Dub 97) – 6:38